# Collemiers
Collemiers es una localidad y comuna francesa situada en la región de Borgoña, departamento de Yonne, en el distrito de Sens y cantón de Sens-Ouest.

## Demografía
| 387 | 313 | 313 | 430 | 461 | 473 | 493 | 540 | 394 | 509 | 495 | 348 | 452 | 466 | 470 | 437 | 442 | 370 | 376 | 377 | 288 | 321 | 287 | 280 | 315 | 283 | 285 | 286 | 298 | 349 | 476 | 522 | 554 |
| Para los censos de 1962 a 1999 la población legal corresponde a la población sin duplicidades (Fuente: INSEE [Consultar]) |     |     |     |     |     |     |     |     |     |     |     |     |     |     |     |     |     |     |     |     |     |     |     |     |     |     |     |     |     |     |     |     |